# Steinbergpark

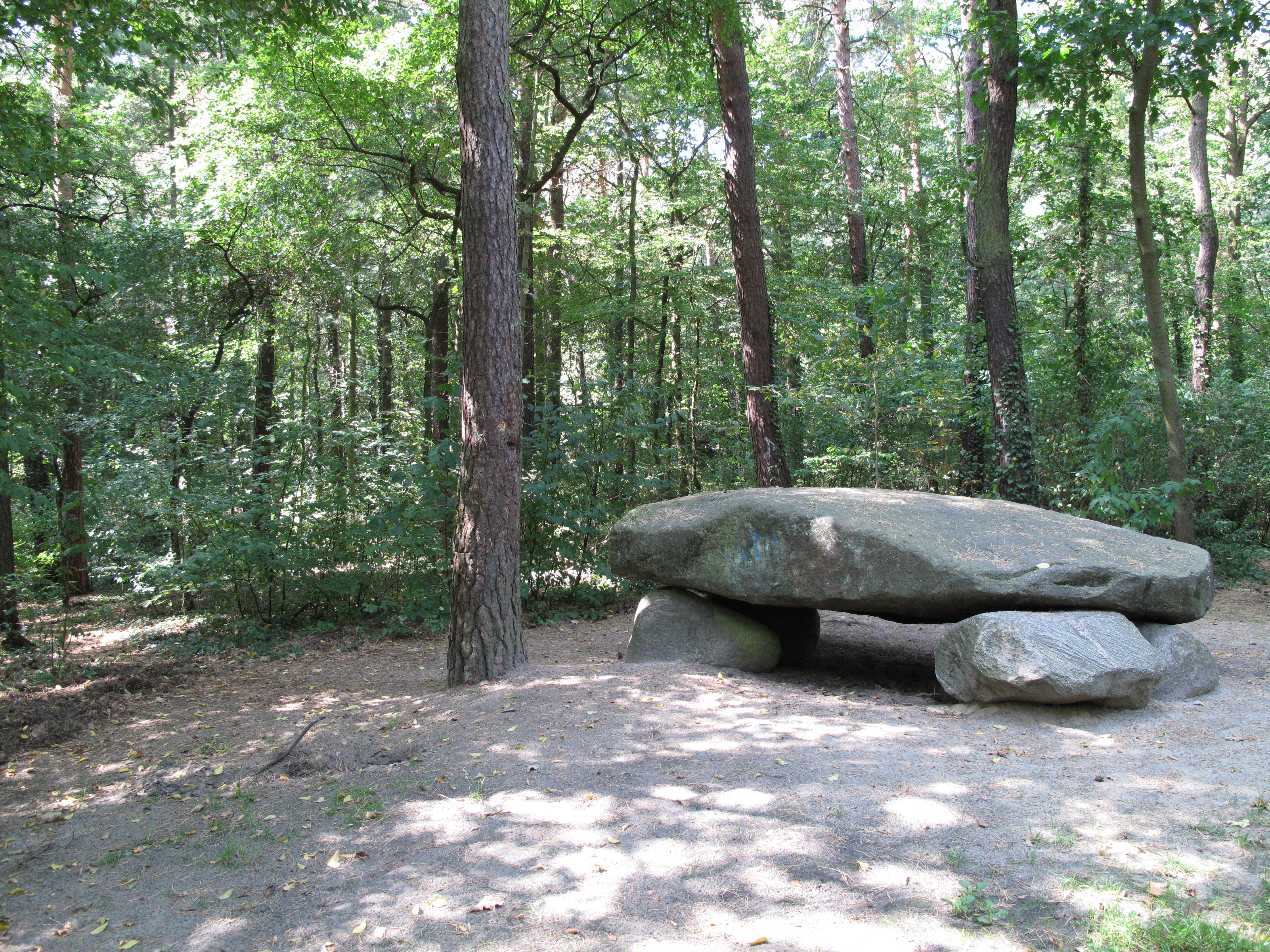
Die Spitze des Steinbergs; Dolmen

Der Steinbergpark ist eine rund 35 Hektar große Parkanlage im Berliner Bezirk Reinickendorf.

## Lage

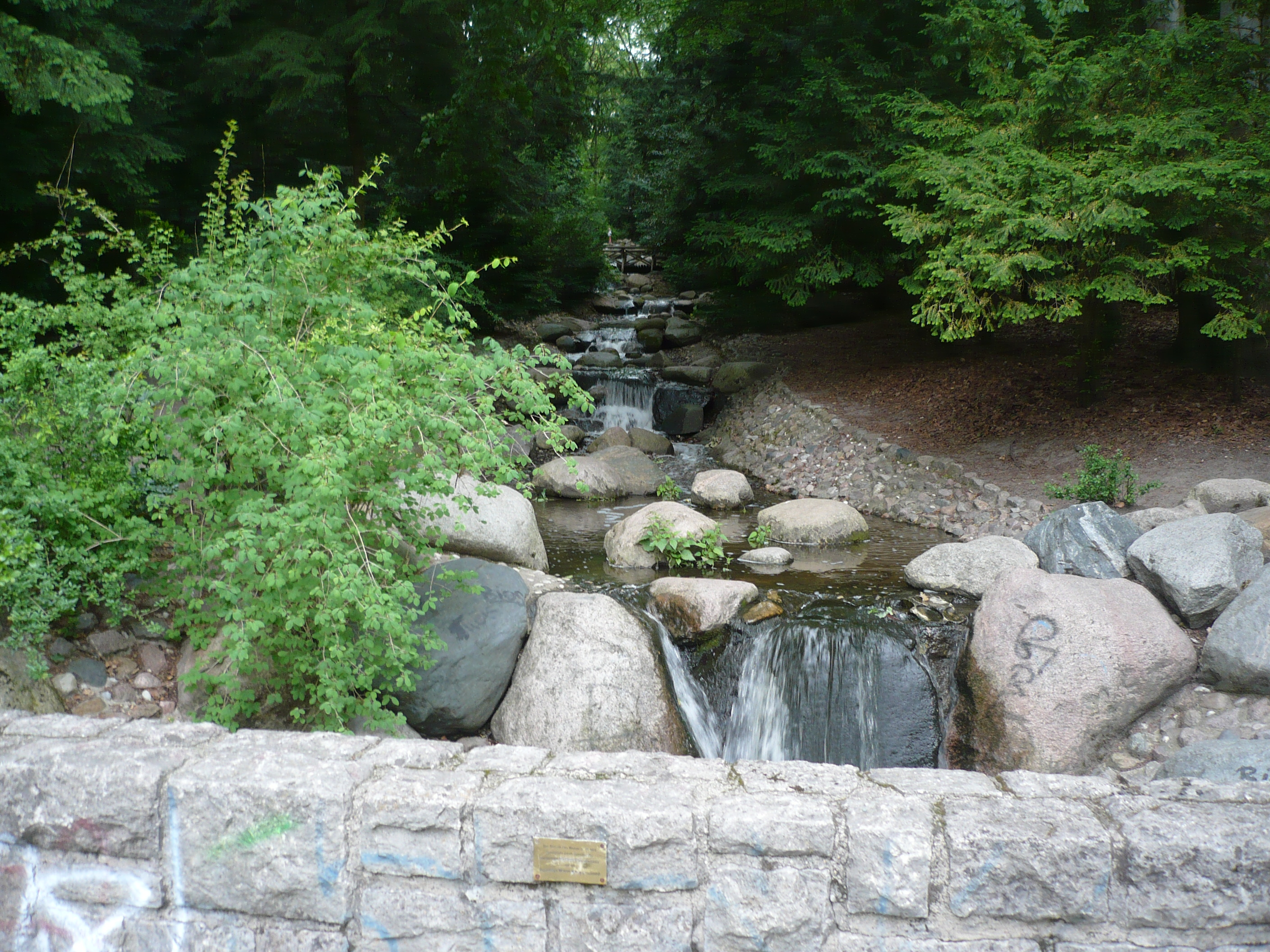
Wasserfall im Steinbergpark

Der Waldpark wird im Norden begrenzt vom Waidmannsluster Damm und der weitgehend unter Denkmalschutz stehenden Siedlung Freie Scholle, im Süden von der Trasse der ehemaligen Industriebahn Tegel–Friedrichsfelde. Durch den Park führt der Packereigraben, der zugleich die Grenze zwischen den Ortsteilen Waidmannslust und Wittenau bildet, während der westlichste Zipfel des Parks zum Ortsteil Tegel gehört. Der Packereigraben weitet sich in der Mitte des Parks zum Steinbergsee. An dessen nördlichem Ufer erhebt sich der namensgebende Steinberg rund 60 Meter über den Meeresspiegel. Von seiner Spitze ergießt sich ein Wasserfall nach Süden in den Steinbergsee, während sich am Nordhang eine Rodelbahn zum Waidmannsluster Damm hin erstreckt.

## Geschichte

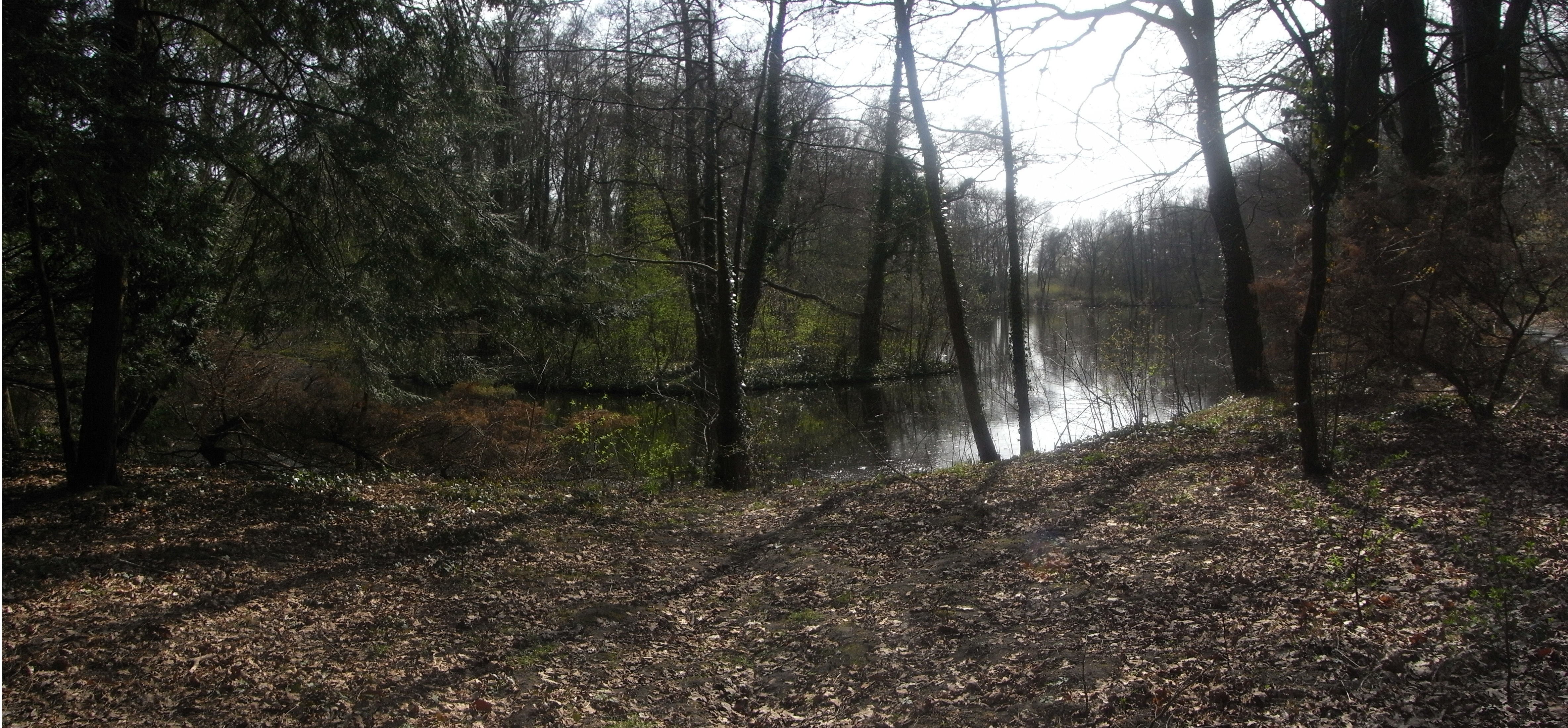
Steinbergsee

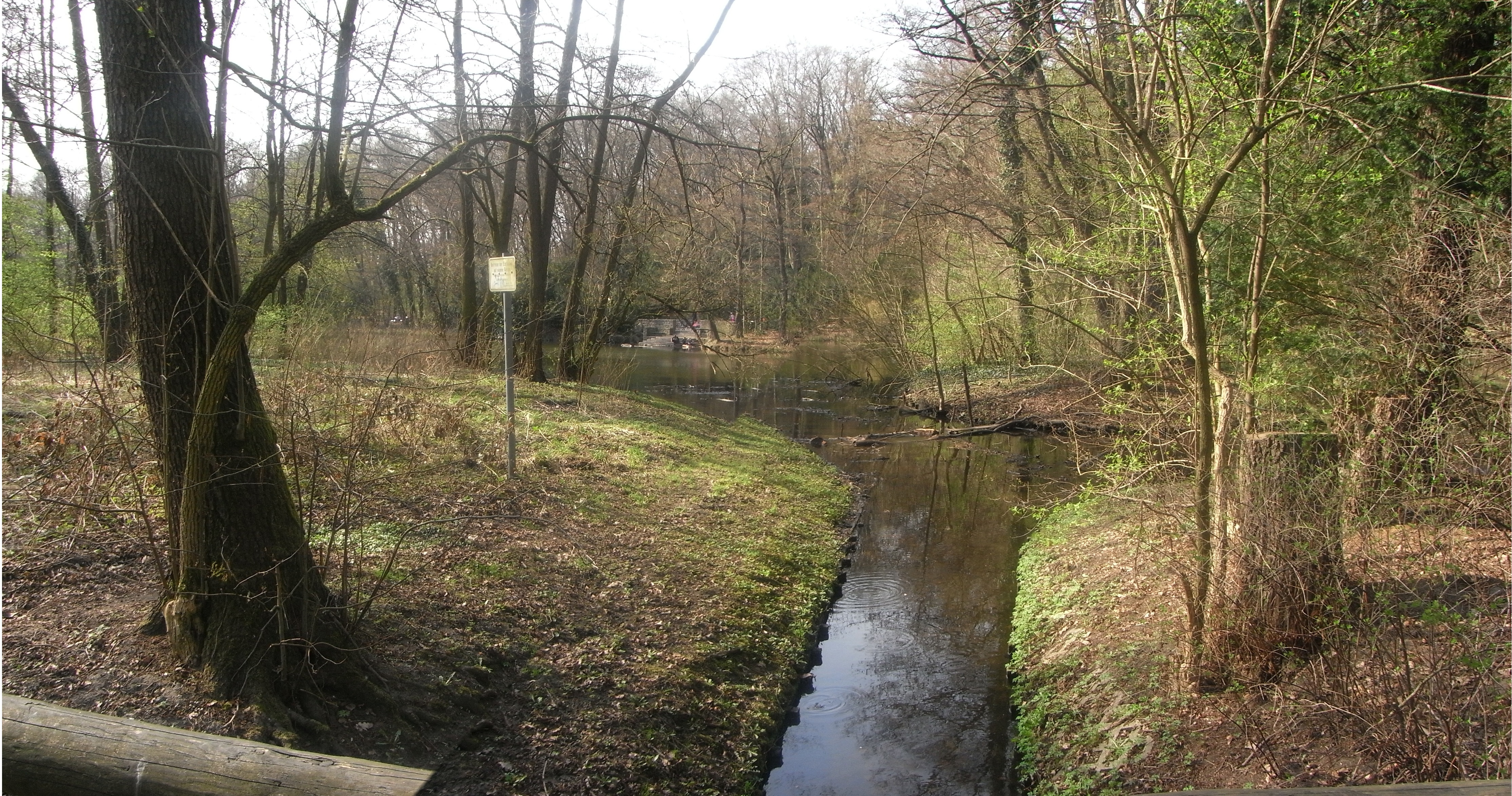
Mündung des Packereigrabens in den Steinbergsee

Zwischen Waidmannslust, Wittenau und Tegel befand sich ursprünglich ein Waldgebiet, das deutlich ausgedehnter war als der heutige Park – es erstreckte sich vom Packereigraben beiderseits des heutigen Waidmannsluster Damms (damals: Tegeler Weg) bis zum Tegeler Fließ. Der überlieferte Flurname Tegeler Steinberg wurde in der Vergangenheit als Hinweis auf vorgeschichtliche Steingräber interpretiert, allerdings gibt es hierfür keine archäologischen Anhaltspunkte. Das heute im Park zu besichtigende Dolmen-Monument ist lediglich eine moderne Rekonstruktion. In der Mitte des 19. Jahrhunderts war das Waldgelände im Besitz des Bauern Knobbe aus Lübars. Nach dessen Tod verkaufte seine Witwe 64 Morgen des Geländes im Jahr 1875 an den Förster Bondick, der in Hermsdorf für den dortigen Gutsbesitzer Leopold Lessing tätig war. Bondick errichtete am heutigen Waidmannsluster Damm ein mit Geweihen geschmücktes Gasthaus, das er in Anlehnung an den Waldcharakter der Gegend Waidmannslust nannte. In der Folge entstand nahebei die gleichnamige Villenkolonie und ein Bahnhaltepunkt an der Berliner Nordbahn, sodass auch Berliner Ausflügler das Waldgelände zur Erholung nutzten. 
Durch die Bildung von Groß-Berlin im Jahr 1920 lag auch der Wald am Steinberg fortan im Berliner Stadtgebiet. Die Umwandlung des Waldstücks in einen gepflegten Stadtpark geschah dann als Arbeitsbeschaffungsmaßnahme ab 1924, wobei der Reinickendorfer Stadtrat Wilhelm Klempin sich besonders für die Schaffung des Parks starkmachte. Der Bezirk Reinickendorf erwarb das Gelände für 290.000 Mark, also für etwa 1,10 Mark pro Quadratmeter. Man begann mit der Anlage von Wander- und Radwegen, es wurden Findlinge aufgestellt, vorhandene Brachflächen begrünt. Einer der Wege erhielt im Berliner Volksmund die Bezeichnung „Suppenschlagweg“, da die Arbeiter, die ihn anlegten, hierfür jeweils einen Schlag Suppe pro Tag erhielten. Etwa im Jahr 1928 entwarfen F. Kurth und K. Loewenhagen schließlich den Wasserfall und zwischen 1924 und 1930 wurden auch die erwähnten Dolmen aufgestellt, sodass der Waldpark seitdem im Wesentlichen das heutige Aussehen hat.

## Anlage

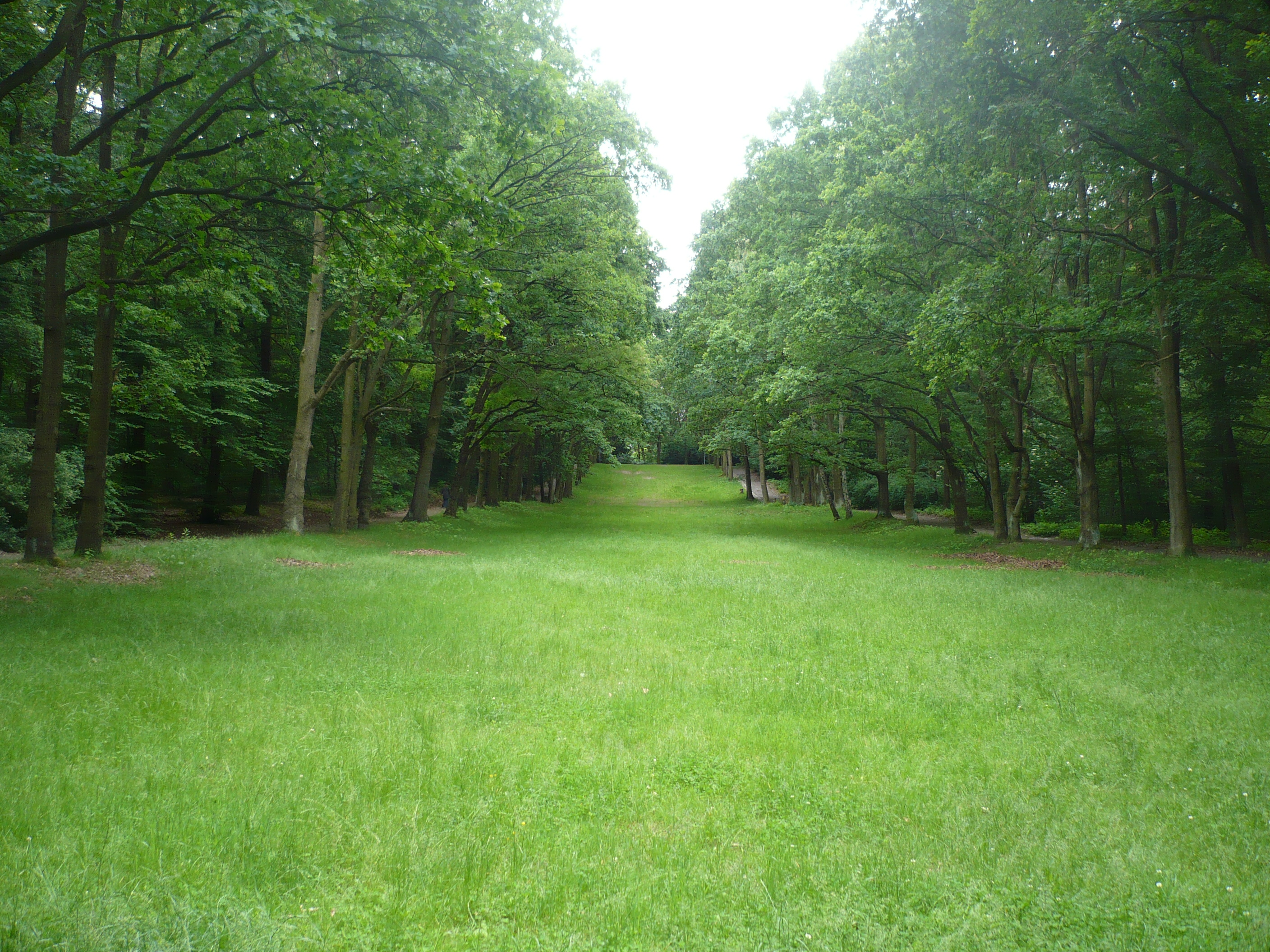
Rodelbahn

Der Park ist geprägt von dichtem Baumbestand, der hauptsächlich aus Kiefern, sowie Birken, Eichen und Robinien besteht. Im Osten, zum Packereigraben hin, wird die Bewaldung etwas lichter, während sich am Ostufer des Packereigrabens eine Wildwiese an den Steinbergpark anschließt. Unbewaldete Freiflächen bestehen ansonsten in der Rodelbahn, die über eine Länge von etwa 200 Metern einen Höhenunterschied von rund 15 Metern überwindet, sowie eines Trimm-dich-Geländes im Westen und eines Hunde-Trainings-Parcours nahe der alten Industriebahntrasse. Diese Trasse, die einen Einschnitt im Gelände bildet, wird durch eine moderne Fußgängerbrücke überwunden. 
Wegen der dichten Bewaldung besteht von der Spitze des Steinbergs keine Aussicht auf die Umgebung. Der Wasserfall ist mit über 200 Findlingen und neun Stromschnellen, sowie einer Holzbrücke, die den Bachlauf überquert, als landschaftliches Kleinod gestaltet. 1988 wurde der Wasserfall in Regie des Natur- und Grünflächenamts des Bezirks Reinickendorf wieder hergerichtet, doch drohte wegen Finanzknappheit ab Mitte der 1990er Jahre ein erneuter Verfall. 1998 erklärten sich jedoch zwei Wohnungs- und Baugenossenschaften bereit, Mittel für die Erhaltung des Wasserfalls bereitzustellen.
Der Wasserfall wird über Pumpen aus dem Steinbergsee gespeist, der eine Länge von ca. 200 Meter und eine Breite von rund 50 Metern aufweist und an dessen Nordufer sich an der Mündung des Wasserfalls eine mit einer Mauer aus groben Quadern eingefassten Seeterrasse befindet.